# Oxyopes rubicundus
Oxyopes rubicundus är en spindelart som beskrevs av Ludwig Carl Christian Koch 1878. Oxyopes rubicundus ingår i släktet Oxyopes och familjen lospindlar.
Artens utbredningsområde är New South Wales. Inga underarter finns listade i Catalogue of Life.